# Cassano Valcuvia
Cassano Valcuvia (Cassan in dialetto varesotto, AFI: [kaˈsaŋː], e semplicemente Cassano fino al 1863) è un comune italiano di 639 abitanti della provincia di Varese in Lombardia. È situato lungo la Valcuvia, poco più a monte rispetto alla strada statale che, percorrendo la valle stessa, collega Cittiglio con Luino.

## Storia

### Simboli
Lo stemma comunale e il gonfalone sono stati concessi con decreto del presidente della Repubblica dell'8 giugno 1992.
Il gonfalone è un drappo di azzurro.

## Società

### Evoluzione demografica
- 286 nel 1751
- 343 nel 1805
- annessione a Vergobbio nel 1809
- scissione da Vergobbio e annessione al "comune denominativo" di Rancio, insieme a Ferrera, Masciago, Bedero e Brinzio nel 1812; i singoli comuni vengono ripristinati nel 1816.
- 455 nel 1853

Abitanti censiti

## Infrastrutture e trasporti
Posta lungo la strada statale 394 del Verbano Orientale, fra il 1914 e il 1949 Cassano era servita da una fermata della tranvia della Valcuvia, che transitava lungo tale arteria stradale.

## Sport
- Squadra di Rugby a 15 e Rugby a 7: ASD Rugby Valcuvia - Gli Unni[7]
- Squadra di Rugby femminile: ASD Rugby Valcuvia - Le Unne[7]